# Bernard Bruyère
Bernard Bruyère (Besançon, 10 novembre 1879 – Chatou, 4 dicembre 1971) è stato un egittologo francese.
Bruyère ha dedicato gran parte della sua carriera allo scavo archeologico di Deir el-Medina, dove ha condotto campagne di scavo dal 1922 al 1940 e dal 1945 al 1951. Per ogni stagione di scavo ha pubblicato un rapporto dettagliato riguardo al suo lavoro all'interno della collezione Fouilles de l’Institut Français d’Archéologie Orientale curata dall'Istituto Francese d'Archeologia Orientale (IFAO). Al fine di complementare i vari rapporti di scavo, l'IFAO ha deciso di pubblicare online i diari di scavo di Bernard Bruyère.